# Alando
Alando (AFI: /ˈalando/, in corso Àlandu) è un comune francese di 29 abitanti situato nel dipartimento dell'Alta Corsica nella regione della Corsica.

## Società

### Evoluzione demografica
Abitanti censiti